# Frank (měnová jednotka)
Frank je současnou zákonnou měnou těchto zemí:
| Kód měny | Název měny      | Stát                                                                       |
| -------- | --------------- | -------------------------------------------------------------------------- |
| BIF      | Burundský frank | Burundi                                                                    |
| CDF      | Konžský frank   | Konžská demokratická republika                                             |
| CHF      | Švýcarský frank | Švýcarsko Lichtenštejnsko Itálie (Campione d'Italia)                       |
| DJF      | Džibutský frank | Džibutsko                                                                  |
| GNF      | Guinejský frank | Guinea                                                                     |
| KMF      | Komorský frank  | Komory                                                                     |
| RWF      | Rwandský frank  | Rwanda                                                                     |
| XOF      | CFA frank       | Benin Burkina Faso Guinea-Bissau Pobřeží slonoviny Mali Niger Senegal Togo |
| XAF      | CFA frank       | Kamerun Středoafrická republika Republika Kongo Rovníková Guinea Gabon Čad |
| XPF      | CFP frank       | Nová Kaledonie Wallis a Futuna Francouzská Polynésie                       |

## Zaniklé měny
Frank byl platidlem i v jiných zemích, které však dnes používají jinou měnu:
| Kód měny | Název měny        | Stát                   | Frank platný do | Nástupnická měna |
| -------- | ----------------- | ---------------------- | --------------- | ---------------- |
| BEF      | Belgický frank    | Belgie                 | 2002            | euro             |
| FRF      | Francouzský frank | Francie Andorra Monako | 2002            | euro             |
| LUF      | Lucemburský frank | Lucembursko            | 2002            | euro             |
| MGF      | Malgašský frank   | Madagaskar             | 2004            | Malgašský ariary |

## Navržené měny
- Po vzniku Československa bylo zvažováno zavedení československého franku.